# Чжэндин (аэропорт)
Международный аэропорт Шицзячжуа́н-Чжэнди́н (кит. упр. 石家庄正定国际机场), (ИАТА: SJW, ИКАО: ZBSJ) — гражданский аэропорт, обслуживающий коммерческие авиаперевозки столицы провинции Хэбэй города Шицзячжуана. 
Является главным транзитным узлом (хабом) авиакомпании Hebei Airlines и одним из основных пунктов назначения в маршрутной сети авиакомпаний China Eastern Airlines и Spring Airlines.